# Colin Glencannon
Colin St. Andrew Mac-Trockle Glencannon is de naam van de fictieve hoofdpersoon uit een serie verhalen geschreven in de jaren 1930 en 1940 door Guy Gilpatric.
De komische verhalen gaan over de lotgevallen van de sluwe en doortrapte, eeuwig dronken, aanvankelijk tweede machinist van de SS Paxton Merchant en later hoofdmachinist van de SS Inchcliffe Castle die zich in de meest onwaarschijnlijke situaties weet te werken maar daar meestal toch weer zegevierend uitkomt. Zijn eeuwige rivaal is stuurman Mr. Montgomery.
Het eerste verhaal uit de "Mr. Glencannon"-reeks verscheen in 1930 en speelt in 1919. De verhalen werden gepubliceerd in het tijdschrift The Saturday Evening Post en werden later gebundeld gepubliceerd als boeken. Gilpatric schreef later ook twee langere verhalen, "Mr. Glencannon Ignores the War" en, samen met Norman Reilly Raine, "Glencannon meets Tugboat Annie".
In 1952 werd een pilotaflevering van een Glencannon-televisieserie gemaakt. Het duurde echter tot 1957 voor de moeder van Guy Gilpatric (hij was in 1950 overleden) toestemming gaf om de 39-delige serie, met Thomas Mitchell in de hoofdrol, te maken. Zij stelde daarbij de strikte voorwaarde dat elke aflevering eerst aan haar ter goedkeuring vertoond werd.